# Église Saint-Victor d'Ollon
L’église Saint-Victor d'Ollon est un édifice religieux catholique situé à Ollon dans le canton de Vaud en Suisse. Il ne faut pas la confondre avec le temple réformé de cette même localité, qui est l'ancienne église médiévale dite de Saint-Victor.

## Histoire

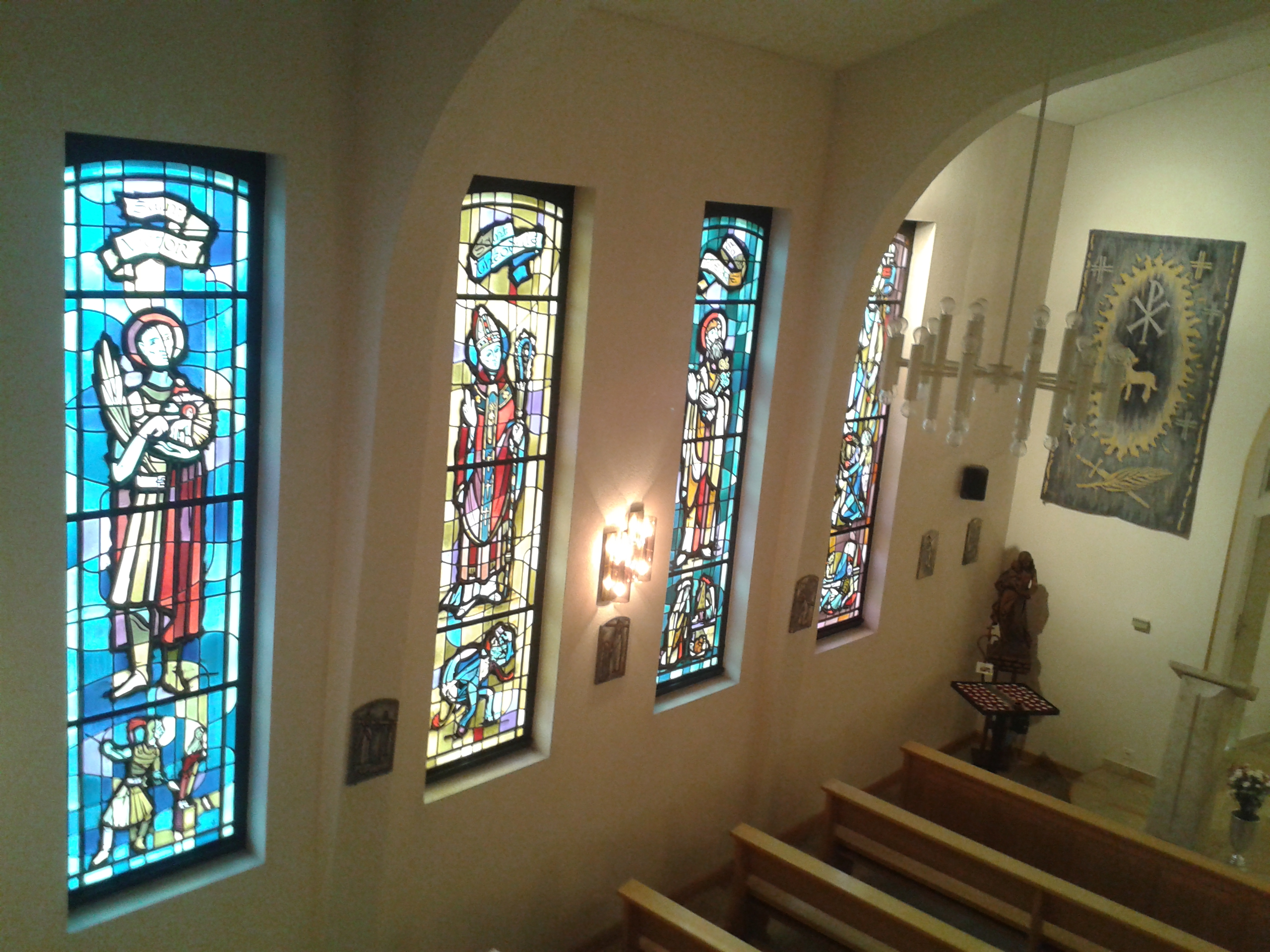
Église Saint-Victor, vitraux du côté aval de l'édifice : Le Christ Ressuscité, Saint Pierre, Saint Théodule et Saint Victor.

En 1476, le duché de Savoie perd de son influence dans ce qui constitue aujourd'hui le Chablais suisse. Profitant des circonstances, le canton du Valais et le canton de Berne envahissent la région. De Martigny à Massongex, le Chablais devient valaisan, tandis que les Bernois s'emparent des Mandements d'Aigle, Ollon, Bex et Les Ormonts. Dès 1528, les autorités bernoises imposent la Réforme protestante dans le Mandement bernois d'Aigle et la messe a été supprimée à Ollon le 2 mars 152813. Soit quelques années avant que la Réforme ne soit imposée, en 1536, à l'ensemble du Pays de Vaud, (sauf dans le bailliage d'Orbe-Echallens, commun entre Berne et Fribourg, qui comprend les paroisses d'Assens, Bottens et Echallens, où les deux religions cohabitent désormais).
En 1810, dans le canton de Vaud, le culte catholique est à nouveau autorisé mais il est soumis à des conditions strictes et restrictives qui ne prendront juridiquement fin qu'au cours du XXe siècle. Avant le milieu du XXe siècle, à Ollon, les catholiques ne possédaient pas de lieu de culte et devaient se rendre à Aigle pour célébrer la messe. Dès 1920 et jusqu'en 1945, les fidèles se réunissaient chez des particuliers ou dans des salles communales comme à l'hôtel de ville ou au collège.
En 1946, Louis Schwitter cède l'un de ses terrains situé au lieu-dit «les vergers d'Ollon». En 1949-1950, une chapelle catholique financée par des dons privés y est construite par l'architecte bellerin Baillif et c’est tout naturellement qu’elle se met sous le vocable de Saint-Victor, patron de l’ancienne église médiévale du village. Le 31 décembre 1950, Monseigneur Haller, Abbé de l'Abbaye de Saint-Maurice, consacre l'édifice.
Dès 1982, les paroissiens songent à restaurer leur lieu de culte. Ils demandent au peintre verrier Jean Prahin de réaliser les vitraux, dont le programme iconographique a été conçu par le chanoine Dupont-Lachenal. Jean Prahin vient en effet de réaliser l'ensemble des vitraux du temple d'Ollon (1984). Tout est terminé en 1984 quand des lézardes apparaissent sur les murs de l'édifice. 
Il fallut tout remettre à neuf (murs, chauffage, carrelage, électricité, bancs...). Au cours des mêmes travaux de restauration, une petite salle de catéchisme est aménagée dans les combles de la chapelle Saint-Victor. Elle est située à l'arrière de la galerie de l'orgue. 

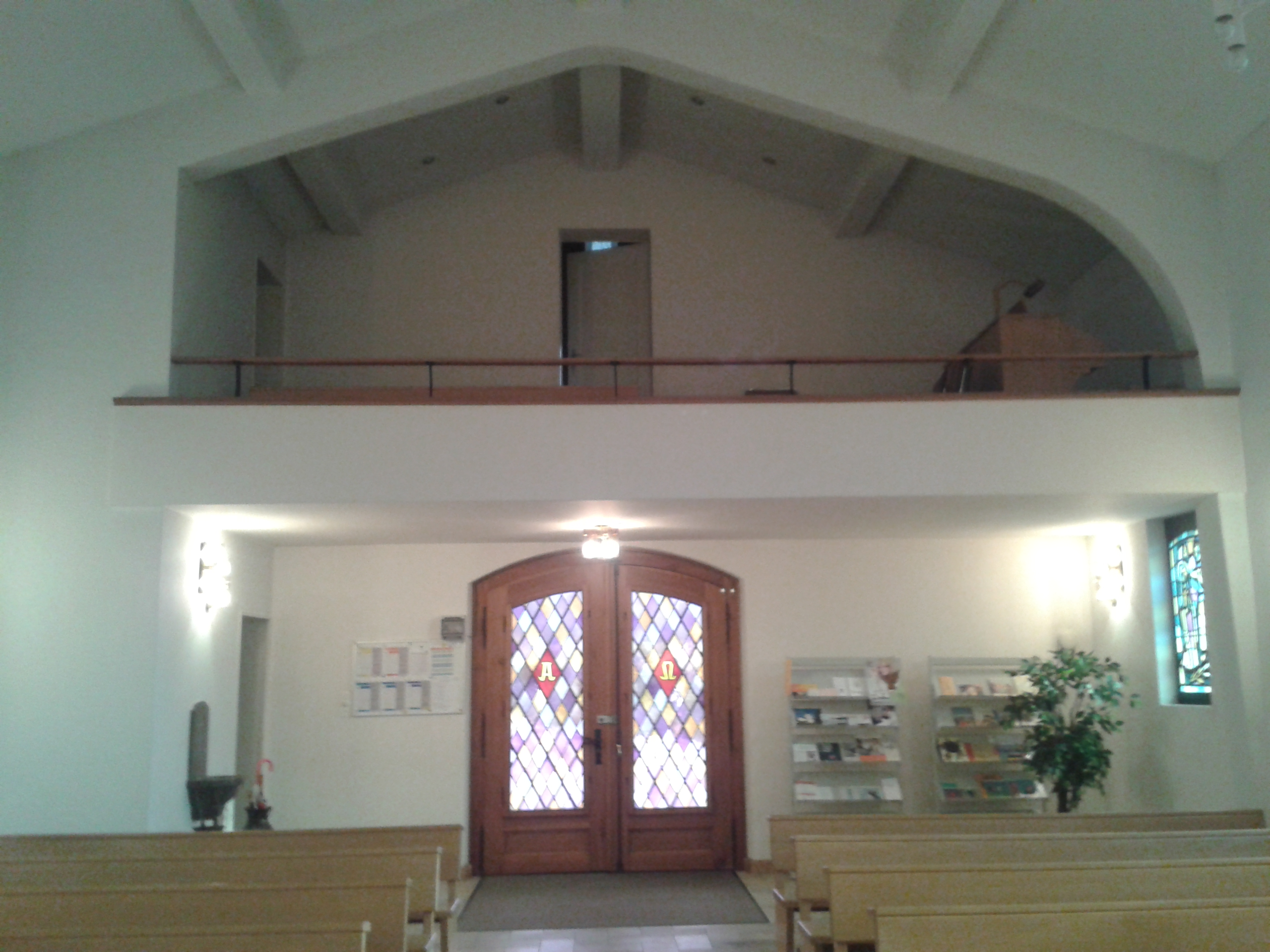
Église Saint-Victor, galerie de l'orgue.

En 1986, la chapelle restaurée est inaugurée et il est possible d'admirer les vitraux qui sont au nombre de neuf. Au fond de l'église côté aval, il y a un petit vitrail de l'Annonciation. La nef contient huit grands vitraux, 4 de chaque côté de l'édifice. Ces vitraux sont conçus en paires qui se font face et se répondent. Ils sont unis entre eux par une thématique commune et des couleurs identiques. Les deux premiers vitraux partant du chœur, fond rouge-rosé, représentent le Christ ressuscité (côté aval) et Marie en gloire (côté amont). Les deux vitraux suivants, fond vert-turquoise, représentent les apôtres Saint-Pierre (aval) et Saint-Paul (amont). La paire de vitraux suivante, fond jaune, représente deux saints majeurs du diocèse de Sion soit Saint Théodule premier évêque connu du diocèse (côté aval) et Saint Maurice d'Agaune (côté amont) et pour finir, les deux derniers vitraux, fond bleu, représentent les martyrs Saint Victor qui est le patron de l'église (côté aval) et Saint Denis (côté amont). En plus des vitraux, la chapelle est décorée par un chemin de Croix composé de 14 émaux de couleur gris-bleu, un émail de la Création et deux tapisseries à dominance bleu soit une tapisserie christologique (côté aval) et une autre mariale (côté amont). Si les émaux du chemin de Croix et les tapisseries sont dans des tons discrets de bleu-gris, c'est pour les différencier des vitraux qui ont des couleurs chaudes. 
En 1998-2000, l'église Saint-Victor connaît de nouveaux gros travaux de réaménagement. À cette occasion, il est demandé à l'artiste André Raboud de réaliser le mobilier liturgique du chœur en pierre (autel, tabernacle, ambon), les nouveaux sièges en bois du chœur sont réalisés par réaliser par le Centre d'Orientation et de Formation Professionnelles (COFOP) de Lausanne et un petit orgue a été installé en 1994 sur la galerie pour remplacer l'harmonium qui s'y trouvait. De l'ancienne décoration intérieure ne subsistent que le crucifix du chœur ainsi que la Vierge à l'Enfant en bois.
Notons encore qu'en 1996, ce qui était le rectorat d'Ollon soit une portion de paroisse dépendante de la paroisse catholique d'Aigle, est devenu une paroisse à part entière. Du même coup, la chapelle Saint-Victor a été érigée en église Saint-Victor.
En 2019, l'ensemble des paroisses du Secteur pastoral d'Aigle (dont celle d'Ollon) ne sont plus desservies par les Chanoines de l'Abbaye de Saint-Maurice mais à nouveau par les prêtres du diocèse de Sion. Cette situation est liée à la diminution du nombre de Chanoines ce qui rendait cette tâche impossible. Ce changement est le fruit d'un accord concerté entre Mgr Jean Scarcella, Abbé de l'Abbaye de Saint-Maurice et Mgr Jean-Marie Lovey, évêque du diocèse de Sion.

## Situation géographique
Le village d'Ollon est construit dans la Vallée du Rhône sur un cône morainique. L'église Saint-Victor d'Ollon se situe dans la partie médiane du village c'est-à-dire dans les anciennes zones de vergers et de prés qui étaient situés en-dessous de la localité. Construite parallèlement à la plaine, elle possède donc un côté aval et un côté amont : amont signifiant alors du côté du mont ou de la montagne et aval signifiant du côté de la vallée. C'est  cette terminologie qui est utilisée pour décrire l'intérieur de l'édifice.

## Architecture
L'église Saint-Victor est composée d'une nef, d'un chœur, d'un porche et d'un clocher pourvu de trois cloches électrifiées et d'abat-sons. Sous le porche, en plus du panneau des annonces, il est possible d'admirer le grand émail de la Création. À l'intérieur de l'église, la nef contient le bénitier, les neuf vitraux, les deux tapisseries, les quatorze émaux du Chemin de Croix, la Vierge à l'Enfant, le petit meuble en fer forgé permettant aux fidèles d'y faire brûler des cierges, le tabernacle et les bancs. Partant de la nef et situé sous le clocher, un escalier intérieur permet d'accéder au mécanisme des cloches, à la galerie de l'orgue (installé en 1994) ainsi qu'à une petite salle de catéchisme. Le chœur est séparé de la nef par une petite arcade dont le bord a été peint d'un liseré doré. Il comprend l'autel, le grand crucifix en bois, du mobilier liturgique (sièges pour le célébrant et les servants de messe ainsi qu'une petite table) et un ambon qui est placé du côté aval de l'édifice. Deux salles jouxtent le chœur et s'ouvrent sur deux portes en bois à savoir, une petite sacristie côté amont et une petite salle de paroisse ou catéchisme du côté aval. L'ensemble de l'intérieur de l'édifice a été repeint en blanc lors de la restauration en 2000. Autour de l'église, une place de parc et un petit pré jouxtent le bâtiment et, au sous-sol du bâtiment, se trouvent des toilettes.

## Une église et des artistes

### 1986: Jean Prahin

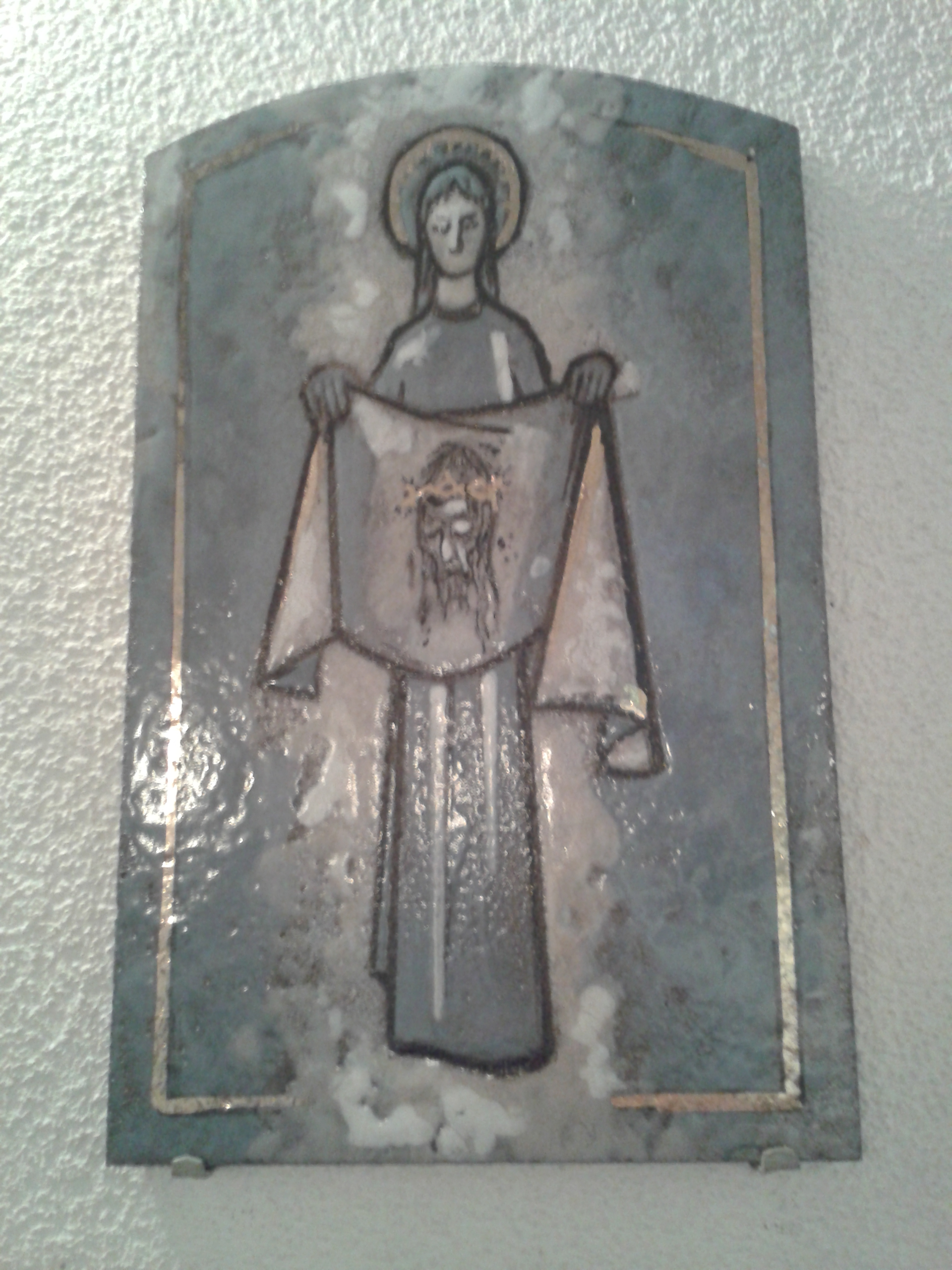
Église Saint-Victor, chemin de croix, station 6 : Sainte Véronique essuie le visage de Jésus (côté aval). Artiste : Jean Parhin.

Jean Prahin (1918-2008) est un artiste  peintre et verrier, né et décédé dans le canton de Vaud. Dès l'âge de 12 ans, « suit les cours de l’École Romande de dessin [à Lausanne], créée par le Professeur Delerce ». Dans les années 1933-1940, il côtoie les artistes Charles Parisod, Victor Gilliand, Albert Bory, Louis Curtat, Frédéric Rouge ainsi qu'Ernest Biéler avec lequel il collaborera jusqu'au décès de ce dernier en 1948. La même année, les premiers vitraux d'église que Jean Prahin réalise intégralement seul sont ceux de l'église de Chexbres.
Jean Prahin poursuit sa formation à l'étranger : « Après une période parisienne où il suit les cours à l’École nationale supérieure des beaux-arts, à l’atelier Narbonne où il côtoie des grands maîtres tels que Bernard Buffet, Pierre Bichet, Louis Vuillermoz, sans oublier Georges Rouault qui va l’initier au symbolisme religieux. 
Il participe à des expositions de groupe à l’Exposition Nationale de Paris en 1950. Durant cette période, il entreprend plusieurs voyages en province, puis en Espagne et en Algérie, ce qui lui offre l’occasion de comparer différentes qualités de lumière, un élément auquel il est particulièrement sensible, aussi bien dans le domaine de la peinture que du vitrail. Quelques années plus tard, il est remarqué par la Commission Internationale de l’Art Liturgique, siégeant à Rome, qui lui décerne une médaille d’or en 1956 ». En 1964, il est sélectionné pour le prix Maurice Utrillo et expose ainsi à Paris et à Cannes. En 1968, il expose aussi à la Galerie Paul Vallotton de Lausanne mais, au cours de sa carrière, il exposera encore à Berne, Chexbres et Les Diablerets. En 1971, un vitrail de l'église de Féchy, réalisé par Jean Prahin, est reproduit en timbre Pro Patria par la poste suisse.
Au cours de sa vie, il réalisera des peintures, des vitraux, des émaux de grand feu et des projets globaux de décorations d'églises comme à l'église Saint-Victor d'Ollon (tapisseries, vitraux, émaux).  
Il travailla aussi à la restauration de vitraux et de tableaux (dont un grand triptyque situé dans la nef de la Basilique de l'Abbaye de Saint-Maurice et les peintures de la coupole de l'église russe de Vevey).  Il perfectionna aussi son art du vitrail en France où il rencontra « Rouault qui [l'initia] à la spiritualités mystique du vitrail ». C'est ainsi que Jean Prahin disait en parlant de son art : « Le peintre de la tradition poétique et le maître verrier serviteur de la lumière et respectueux de la symbolique du langage divin ». Concernant la réalisation de l'aménagement de l'église Saint-Victor d'Ollon, il disait : « Les vitraux, émaux et tapisseries ont été réalisés avec le plus grand respect de l'iconographie chrétienne et du langage sacré de la couleur. C'est dans le sens de cette tradition spirituelle que l'artiste, qui se met au service de l'Art sacré, doit se soumettre. C'est précisément ce qui le différencie de l'Art profane, qui laisse à l'artiste une liberté d'expression mettant en évidence sa personnalité. L'Art sacré est plus que cela, il doit parler le langage de la communauté. Il va sans dire, que si le langage de la couleur est respecté, c'est le sens des valeurs harmoniques des différents tons, ainsi que la composition graphique, qui révèleront la sensibilité de l'artiste ».
Pour cette ouvre globale qu'est la décoration de l'église Saint-Victor d'Ollon, Jean Prahin s'est appuyé sur les thèmes proposés par le chanoine Léon Dupont-Lachenal et l'explication de la plaquette proposée par l'Abbé Meinard Vannay, La lissière Marie-Claude Faillettaz, l'atelier de maîtres verriers Chiara à Lausanne et le soutien du Conseil de paroisse présidé par Marius Buttet.

### 2000: André Raboud

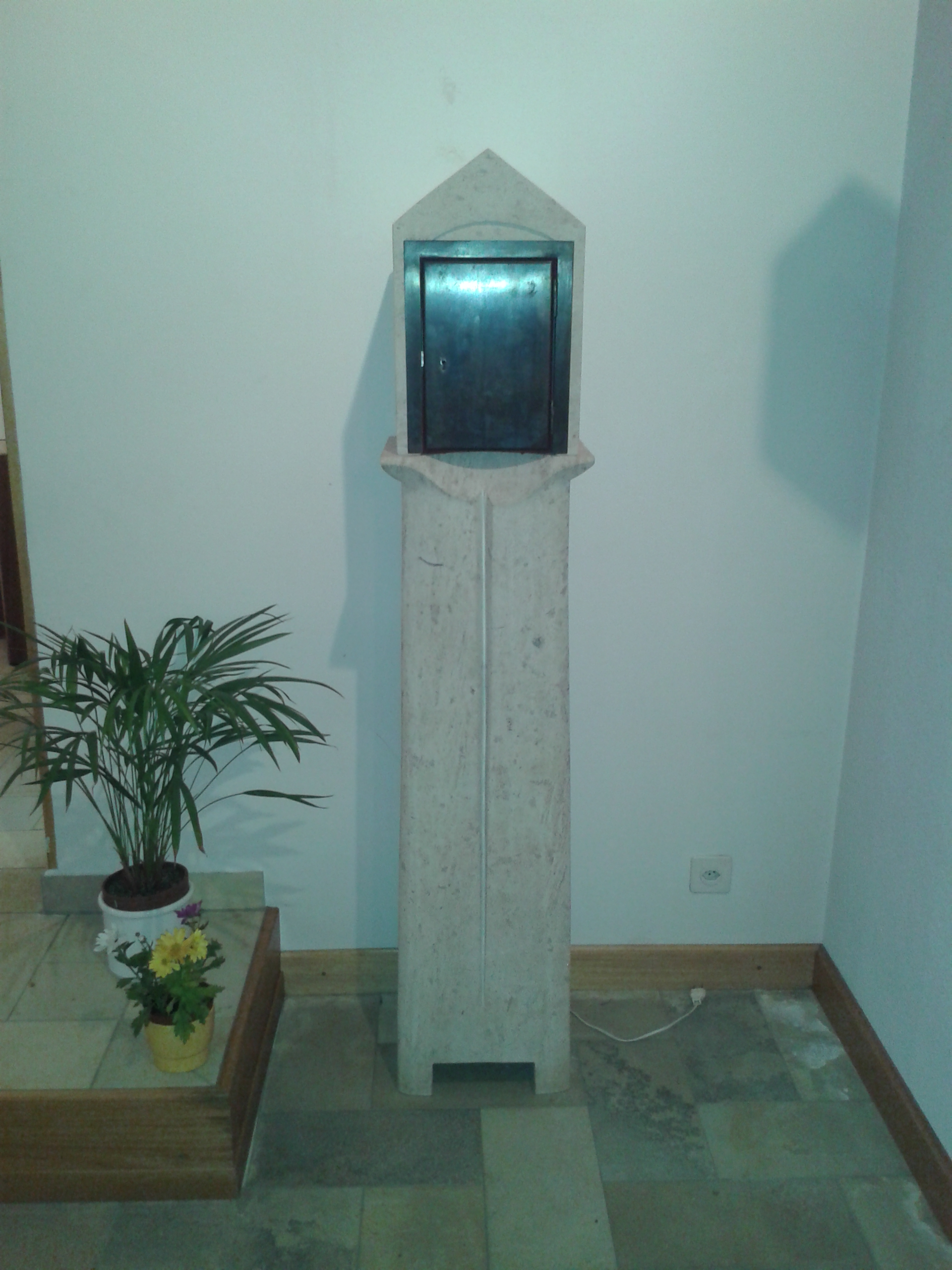
Église Saint-Victor, tabernacle placé côté amont, sous la tapisserie mariale, sculpteur : André Raboud.

André Raboud est un artiste franco-suisse (naissance à Strasbourg en 1949) qui se consacre à la sculpture depuis 1969. « Le travail d’André Raboud est profondément marqué par la connaissance et le respect du matériau qu’il utilise principalement, la pierre, le travail de la pierre en taille directe. Les voyages et les rencontres jalonnent son évolution stylistique ». Dès 1978, il abandonne la « production d’œuvres d’un esthétisme formel fondé en grande partie sur la sensualité pour se consacrer à des travaux plus symboliques qui prendront la forme de tables sacrificielles et de tombeaux », puis dès les années 1980-1985 et inspiré par le Japon, il propose des sculptures plus intimistes.
Domicilié dans le Chablais vaudois, il expose en Suisse et en Europe et organise des expositions rétrospectives à la Tour de Duin à Bex en 1979 et au Musée d'arts de Sion en 1989. En 2009, il organise au Théâtre de Monthey, une présentation de son travail soit : Quarante ans de sculpture, quarante ans après celle de 1969. L’ensemble de ces sculptures et leur évolution, le choix des matériaux utilisés, la technique même du travail, constitue ainsi une œuvre très construite, à la charge symbolique forte, d’une volonté essentialiste affirmée et d’une capacité émotionnelle soutenue. Un aperçu de son travail de sculpteur peut être visionné sur son site internet et dans ses ouvrages mais aussi sur les routes du Chablais vaudois. 
En 2000, il réalise l'autel, le tabernacle et l'ambon en pierre de l'église Saint-Victor.

## Les vitraux

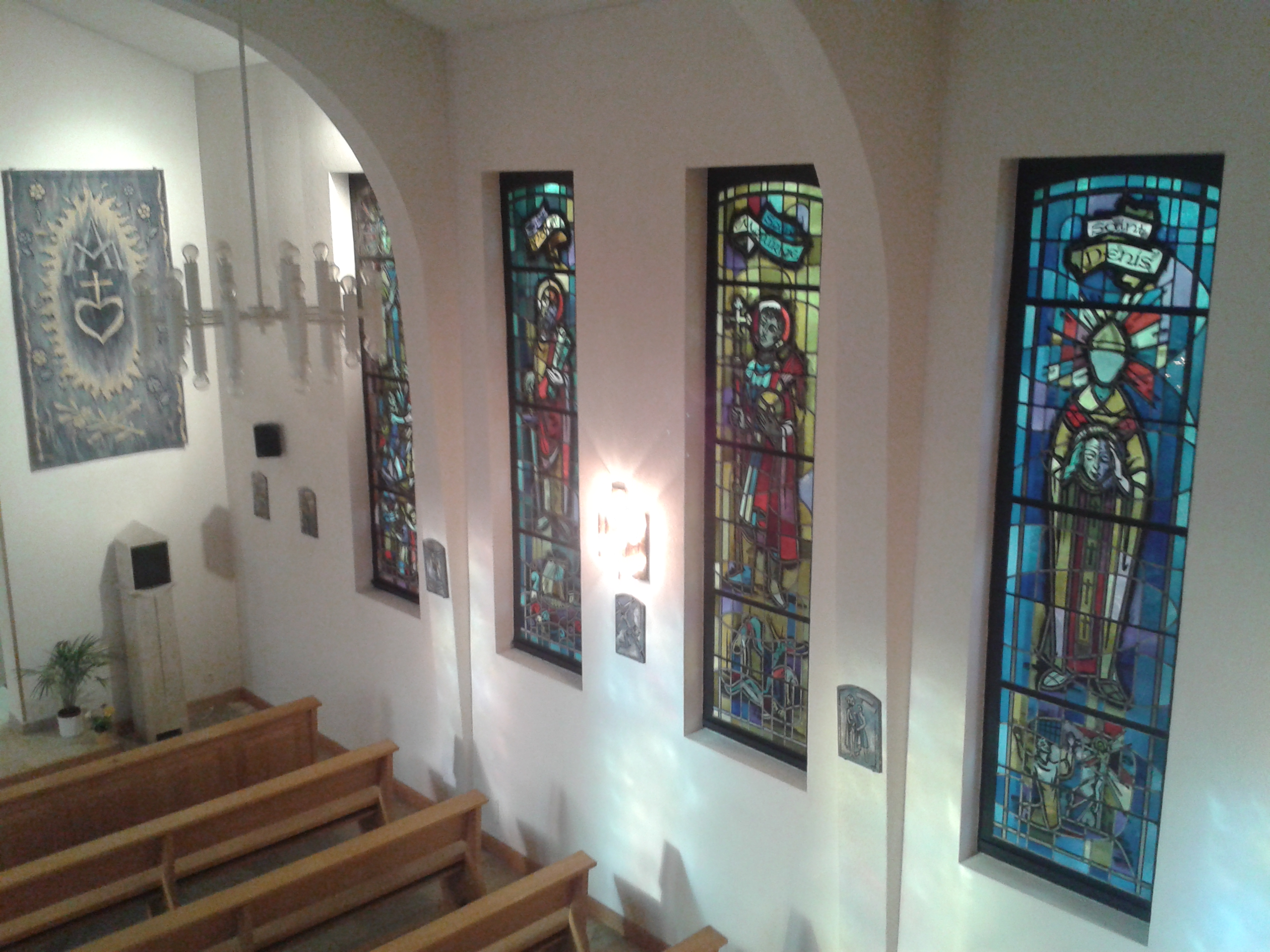
Vitraux côté amont de l'édifice soit : Marie, Saint Paul de Tarse, Saint Maurice et ses compagnons et Saint Denis de Paris.

Dans la nef de l'église catholique Saint-Victor d'Ollon se trouvent huit vitraux, quatre de chaque côté du bâtiment. Il faut ajouter à cela un petit vitrail isolé situé près de l'entrée, du côté gauche de l'édifice. Tous les vitraux ont été réalisés selon la technique traditionnelle « verre antique, traits, cuisson, montage à la résille de plomb ».
Sur le côté droit, en partant de l'autel, on trouve le vitrail de Marie faisant face au vitrail de celui de son fils (pour accentuer la mise en parallèle, les deux vitraux ont une dominance rouge). Puis le vitrail de Saint-Paul faisant face à celui de Saint-Pierre (pour accentuer la mise en parallèle, les deux vitraux ont une dominance bleu vert). Suit le vitrail de Saint-Maurice d'Agaune qui fait face à celui d'un autre saint du diocèse de Sion, Saint-Théodule (pour accentuer la mise en parallèle, les deux vitraux ont une dominance jaune). Puis, le plus proche de la porte d'entrée de l'église, le vitrail de Saint-Denis martyr et celui de Saint-Victor martyr (pour accentuer la mise en parallèle, les deux vitraux ont une dominance bleu foncé). Ce dernier est le saint patron de l'église.
Il faut encore souligner l'ordre dans lequel les vitraux sont placés. Les deux vitraux placés le plus près de l'autel sont ceux de Jésus ressuscité et de Marie, Reine du Ciel, soit le Christ en gloire et Marie dans la gloire de son fils. Au second rang par rapport à l'autel, nous trouvons les vitraux des deux apôtres Pierre et Paul tous les deux morts en martyrs à Rome, capitale du gouvernement de l'église catholique. Plus éloignés encore de l'autel, nous trouvons les vitraux de Saint-Théodule et Saint-Maurice, deux saints de l'église locale. Et, pour terminer près de la porte, nous trouvons les vitraux de Saint-Victor et de Saint-Denis.
Notons encore que tous les saints sont facilement identifiables grâce au nom inscrit dans un phylactère placé au-dessus de leur tête auréolée. Notons qu'aucune des auréoles des saints à phylactères n'est aussi grande que celles du Christ et de sa mère.

### Vitrail de l'Annonciation

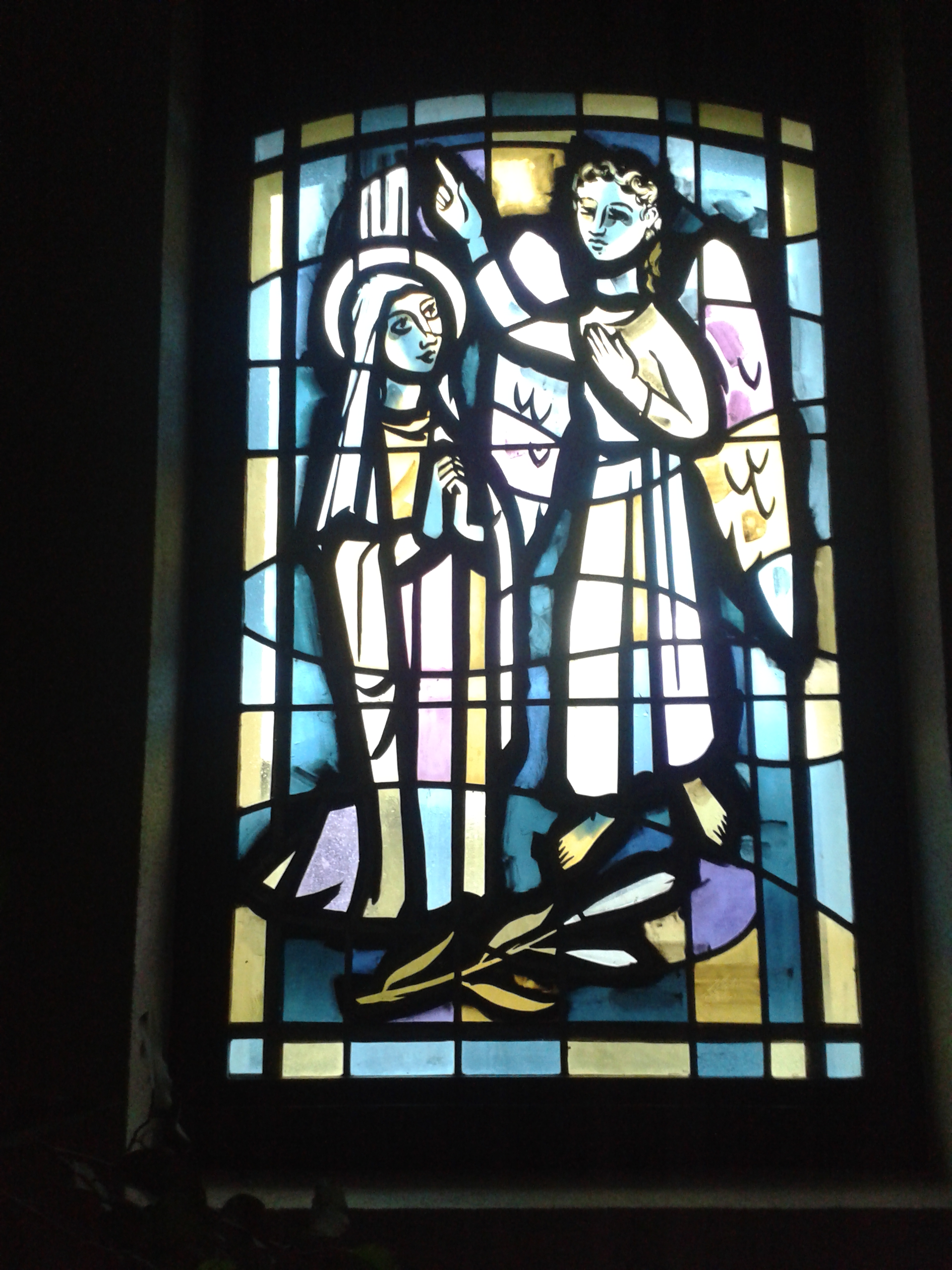
Église Saint-Victor, vitrail de l'Annonciation (côté aval).

Ce premier vitrail représente l’Annonciation faite à Marie par l'archange Gabriel. Il s'agit du moment où Dieu envoie Gabriel comme messager, auprès de la jeune Marie afin de lui demander de devenir la mère du Sauveur annoncé par les prophètes, la mère de Jésus. À cette demande, Marie s'interroge car elle est vierge mais l'ange lui dit : « L'Esprit Saint viendra sur toi et la présence du Très-Haut te prendra sous son ombre; c'est pourquoi celui qui va naître sera saint, il sera appelé Fils de Dieu ». Marie lui répond : « Voici la servante du Seigneur; qu'il me soit fait selon ta parole ». La tradition catholique parle du Fiat de Marie, c'est-à-dire son oui. En fait, en latin, la réponse de la mère du Sauveur commence par le mot Fiat, c'est-à-dire le subjonctif du verbe latin facere soit du verbe faire. Fiat correspond donc à « qu'il soit fait ». Notons encore qu'un lys est déposé au pied de Marie. Cette fleur symbolise la pureté de Marie.

### Les vitraux de la Vierge Marie et de Jésus
Jésus ressuscité et victorieux.

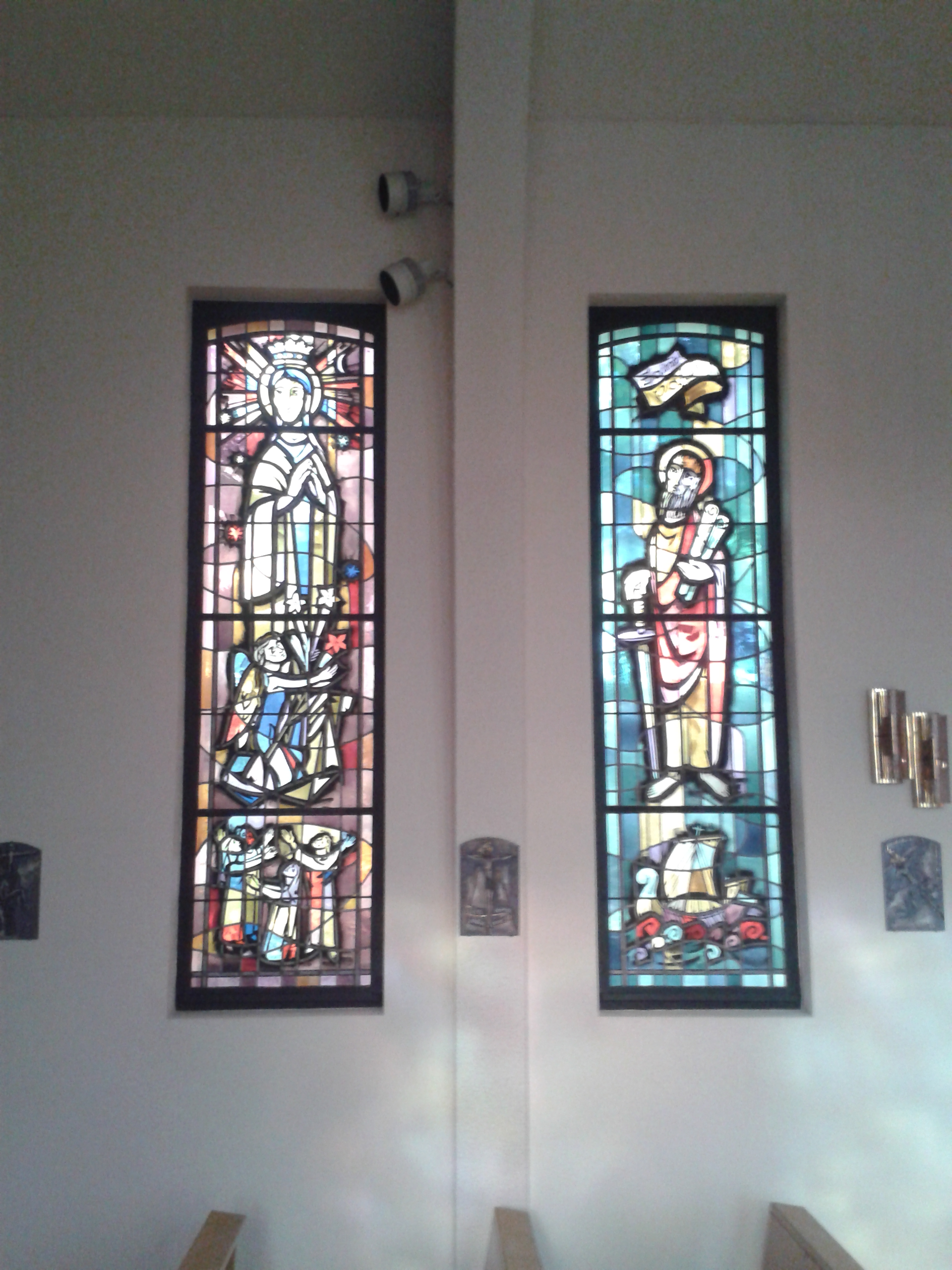
Église Saint-Victor, vitraux côté amont : Marie et Saint Paul de Tarse.

Le Christ porte sur ses mains la marque des clous de la crucifixion. À ses pieds, un ange porte la couronne d'épines et la lance qui rappellent le supplice du Fils de Dieu sur la croix. Auréolé de gloire et entouré d'étoiles, il tient la croix glorieuse. Au pied du vitrail, la représentation du tombeau ouvert et des gardes endormis manifeste que la mort a été vaincue par le Christ ressuscité.
Regina Cœli
Elle porte une couronne et est entourée d'étoiles. Elle est donc aussi une Vierge de l'Assomption. À ses pieds un ange porte des lys qui rappellent sa pureté et sa virginité. Au fond du vitrail, des personnages les mains levées au ciel semblent implorer son aide. Il pourrait aussi s'agir des disciples réunis au Cénacle au moment de la descente de l'Esprit Saint à la Pentecôte.

### Les vitraux des saints apôtresPauletPierre
Saint Pierre
Il le montre portant les clefs du paradis dont Pierre est le dépositaire selon la tradition de l'église. Au pied du vitrail, Simon-Pierre en pleurs se tient devant un coq en train de chanter. Il s'agit du reniement de Pierre qui fait suite à l'arrestation de Jésus, avec ces paroles qui résonnent dans le cœur de Simon-Pierre : « Avant que le coq ne chante, tu m'auras déjà renié trois fois ».
Saint Paul
Il montre tenant dans la main gauche un livre en rouleau qui permet de faire le lien avec son travail d'écrivain. Dans sa main droite, il tient une épée qui rappelle son martyre survenu à Rome par décapitation. Au pied du vitrail, le bateau voguant sur une mer déchaînée nous rappelle la tempête essuyée par Paul et l'équipage du navire lors de sa traversée vers Rome.

### Les vitraux des saints dudiocèse de Sion,Saint Maurice d'AgauneetSaint Théodule
Saint-Théodule

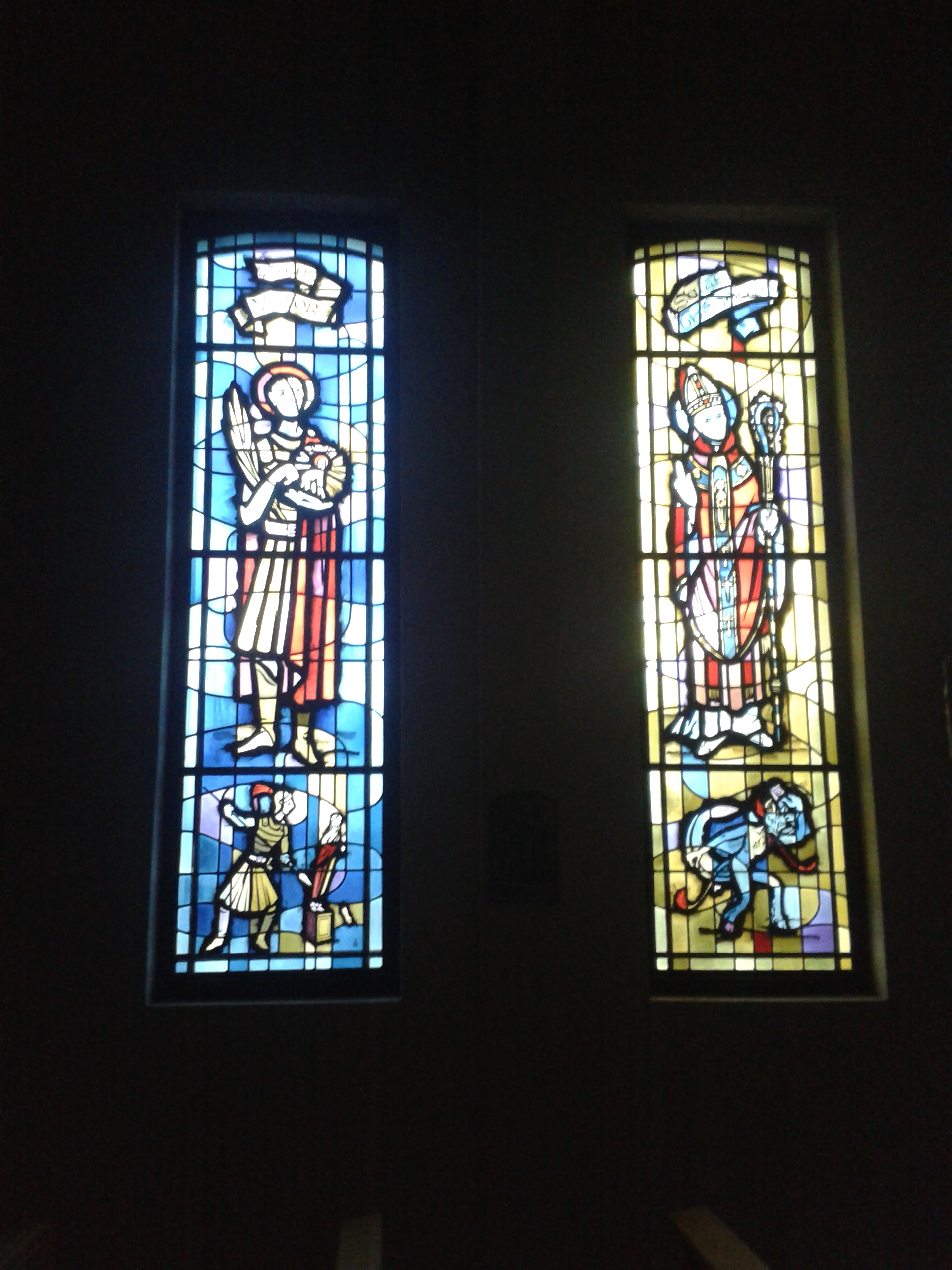
Église Saint-Victor, vitraux du côté aval de l'édifice : Saint Théodule et Saint Victor qui est le saint patron de l'église.

Saint Théodule est l'évêque d'Octodure le montre dans ses vêtement épiscopaux et tenant sa crosse de la main gauche. Cet évêque est celui qui contribua à révéler les reliques des soldats de la légion thébaine. Il aurait aussi fait construire la première basilique et développer le culte du martyre de Saint Maurice et de ses compagnons. Au pied du vitrail, on lit une version de la légende du diable et de la cloche de l'évêque. En effet, une légende dit qu'au cours d'un voyage à Rome, Théodule aurait conclu un pacte avec un diable. Le diable devait transporter le saint évêque sur son dos du Valais à Rome, en échange de l'âme du premier humain qu'ils rencontreraient sur le chemin s'ils n'étaient pas de retour avant le chant du coq. À Rome, le pape offrit une cloche à l'évêque. C'est avec sa cloche et sur le dos du diable que Théodule revient en Valais. À leur arrivée, le coq qui avait été averti par Saint Théodule du pacte qui avait été conclu entre le diable et l'évêque, ne chanta que lorsque l'évêque fut arrivé en ville. Ainsi, le coq ne réveilla aucun être humain avant la fin du voyage de l'évêque. Du coup, le pacte passé avec le diable prenait fin sans qu'aucune personne ne se soit trouvée sur le chemin des voyageurs avant que le coq chante. Le diable a donc été berné et ne put emporter avec lui aucune âme humaine.
Saint-Maurice
Il le montre en armure de soldat romain et portant son casque dans sa main gauche. Dans sa main droite, il tient une croix tréflée, celle dite de Saint-Maurice. Au fond du vitrail, c'est le supplice infligé à ses compagnons qui est représenté. En effet, c'est vers la fin du IIIe siècle que Maurice et ses compagnons, tous membres d'une légion romaine et chrétienne venue de Thèbes, se seraient vu donner l'ordre de réprimer les chrétiens nouvellement convertis dans la région d'Octodure et de sacrifier aux dieux romains. Refusant de le faire, ils sont massacrés tout près de la ville de Saint-Maurice. Sur le lieu de leur martyre, se développa la vénération de cette légion romaine martyre, vénération qui perdure jusqu'à nos jours.

### Les vitraux des martyrs Saint Denis et Saint Victor
Saint-Victor
Il le montre vêtu en soldat et portant dans sa main droite une palme qui est le symbole de son martyre. Saint Victor, tout comme Saint Ours font partie de la légion romaine de Saint Maurice et ses compagnons. C'est pour cette raison que Saint Victor est représenté vêtu en militaire romain et qu'il porte la palme des martyrs dans la main droite. Sur son bras gauche, il tient un agneau auréolé de lumière. Il s'agit bien entendu de Jésus, l'Agneau pascal immolé. La tradition situerait le martyre d'Ours et Victor  dans la ville de Soleure vers l'an 300. La légende raconte qu'arrivés dans la ville, Maximilien[Lequel ?] les fit arrêter et torturer. C'est à ce moment qu'une forte et puissante lumière céleste se mit à rayonner et fit tomber les gardes au sol. Ours et Victor purent alors s'échapper. Repris, ils furent installés sur un bûcher mais une pluie miraculeuse arriva à éteindre les flammes qui les entouraient. Finalement, le gouverneur romain les fit décapiter sur un pont et précipiter leur corps dans l'Aar. Au pied du vitrail, il s'agit de la représentation d'une autre légende liée à Saint Victor où il lutte contre les idoles romaines en les détruisant.
Saint-Denis
Il le montre habillé en évêque et portant sa tête entre ses mains. Selon le plus ancien récit de son martyre, Saint Denis aurait été envoyé comme missionnaire en Gaule. Arrivé à Paris, il prêcha aux habitants qu'il convertit au christianisme et il fit construire un  lieu de culte chrétien dans la ville. Les autorités romaines firent alors arrêter Denis et ses compagnons. Interrogés, ils affirmèrent leur foi en Jésus Christ et furent décapités. La vénération de ce martyr connut une rapide expansion dès l'an 500. Au pied du vitrail, la représentation d'une légende est liée au martyre de Saint Denis. En effet, avant son supplice, l'évêque Denis aurait célébré une messe pour fortifier la foi de ses compagnons. Au moment de la fraction de l'hostie, Jésus serait apparu à tous pour les encourager à donner leur vie en témoignage.

## Les tapisseries

### La tapisserie christologique: côté aval

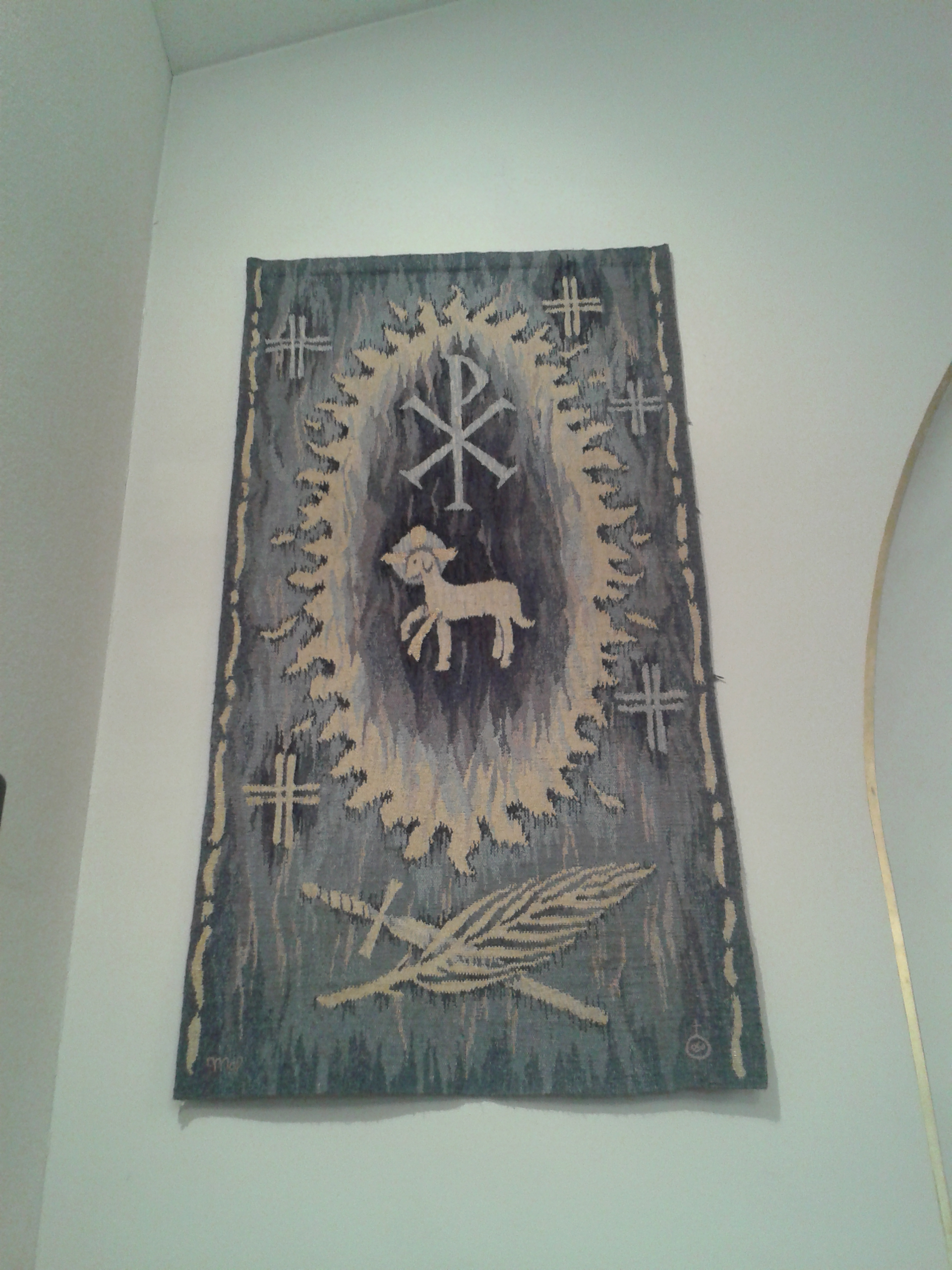
Tapisserie christologique de Jean Parhin, 1986

Dans l'église catholique d'Ollon, sur le côté gauche du chœur (côté aval), se trouve une tapisserie qui présente plusieurs symboles liés au Christ.  Au centre de la tenture, entouré de flammes qui manifestent la divinité de Jésus au même titre qu'une auréole, se trouve le dessin d'un agneau. Ce symbole renvoie à Jésus et a une grande place dans l'iconographie chrétienne. Il est à mettre directement en lien avec Pâques puisque le Christ est présenté comme l'Agneau immolé pour le Salut des hommes. À noter que dans l'église primitive, le Fils de Dieu est aussi présenté comme l'Agneau, le pasteur des croyants, un pasteur qui prend soin de la brebis perdue et qui est le bon berger.
Le deuxième symbole est celui du Chrisme, c'est-à-dire ce dessin formé de deux lettres grecques enchevêtrées un X (le khi qui correspond aux deux premières lettres du mot Christos, à savoir Christ) et un ρ (le rhô qui correspond à notre r). Ce symbole utilisé dans l'antiquité aurait été présent sur l'étendard des armées romaines de l'empereur Constantin Ier en 312. Si les premiers chrétiens n'utilisaient pas le symbole de la croix, c'est parce que le supplice de la crucifixion était pour eux un scandale, une torture atroce qui était encore couramment utilisée par les autorités romaines de l'époque. À ce symbole, les premiers baptisés préfèrent celui du poisson. En effet, en grec, poisson se dit ichtus" et lorsque l'on compose un acrostiche, cela donne : Iesous (Jésus), Christos (Christ), Theou (de Dieu), Uios (Fils) et Sôter (Sauveur), donc la phrase traduite par « Jésus Christ Fils de Dieu Sauveur ».
Le troisième symbole est celui du bas de la tenture, soit un glaive et une palme. Ces deux images renvoient directement au martyre de Jésus à la Croix. Pour les chrétiens, à la Croix, Jésus qui donne sa vie pour les hommes et les femmes pécheurs. Renvoyant à l'entrée triomphale de Jésus dans Jérusalem juste avant sa Passion et sa mort sur la Croix, l'image des palmes se retrouve d'ailleurs très souvent dans les tableaux ou représentations des saints et saintes martyrs, martyr signifiant témoin. Le glaive rappelle aussi le jugement dernier puisque le Christ sera, à la fin des temps, à la fois le juge et l'avocat des hommes car, pour les chrétiens, Jésus n'est pas d'abord venu pour juger le monde mais pour le sauver.
Pour terminer, tout autour des dessins centraux, l'artiste a représenté cinq petites croix. Ces dernières rappellent les cinq plaies de Jésus au Calvaire, mais aussi Jésus dans son corps de ressuscité, vainqueur de la mort, comme lorsqu'il apparaît à Thomas. Notons encore que lors de la bénédiction du cierge pascal dans la célébration de la Veillée du Samedi saint, dans de nombreuses églises et monastères, le célébrant plante cinq petites piques dans la bougie à l'endroit des plaies que le Seigneur a endurées.

### La tapisserie mariale: côté amont

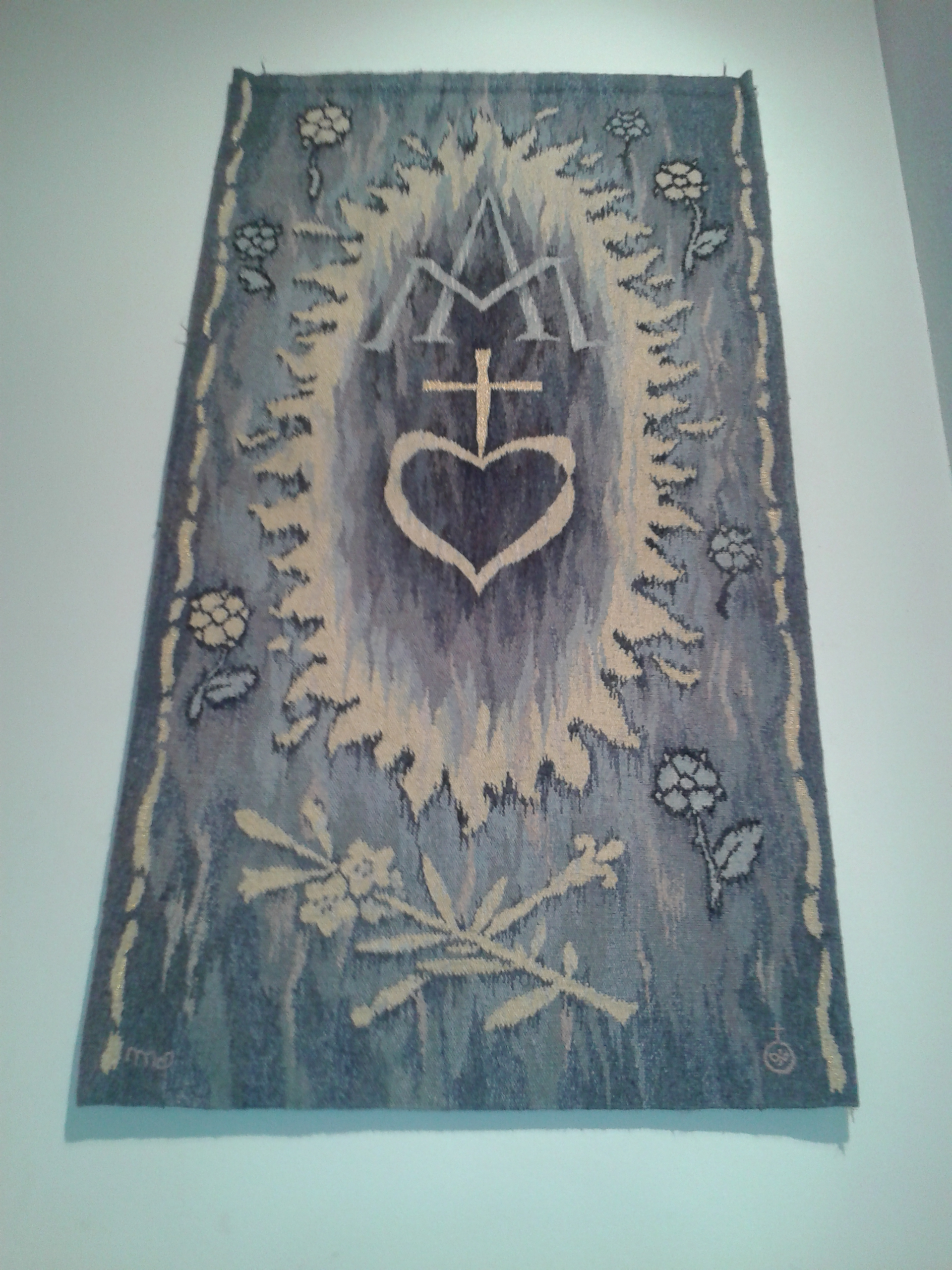
Église Saint-Victor, tapisserie mariale située sur la côté amont de l'édifice. Artiste : Jean Prahin.

Dans l'église catholique d'Ollon, sur le côté droit du chœur (côté amont), se trouve une tapisserie qui présente plusieurs symboles liés à Marie mais qui doivent toujours être mis en lien avec son fils Jésus. Au centre de la tenture, entourés de flammes qui manifestent l'appartenance au divin au même titre qu'une auréole placée sur la tête d'un saint, se trouvent deux éléments. Tout d'abord, les initiales de Marie, à savoir un M et un A enchevêtrés. Il pourrait aussi s'agir de la première lettre des deux mots de l'Ave Maria. Ensuite, le dessin d'un cœur surmonté d'une croix. Ce symbole renvoie à la dévotion catholique au Sacré-Cœur de Jésus. Cette fête est née dans l'église dès le XIIe siècle mais elle se développe principalement au XVIIe siècle à la suite des apparitions du cœur de Jésus à une religieuse française, Sainte Marguerite-Marie Alacoque (1647-1690). Popularisée en France par cette sainte bourguignonne et par Saint Jean Eudes, le pape Clément XIII institue en France la fête du Sacré-Cœur de Jésus en 1765. En 1856, la pape Pie IX l'étend à toute l'église catholique. Cette fête est célébrée, un vendredi, 19 jours après la Pentecôte. Le lendemain de cette fête, le samedi, est célébrée la fête du Cœur immaculé de Marie. Popularisée elle aussi au XVIIe siècle par Saint Jean Eude (1601-1680), elle se développe en parallèle de l'essor de la dévotion au Sacré-cœur de Jésus. Le Cœur immaculé de Marie renvoie à la foi de la Vierge qui gardait dans son cœur tous les événements de la vie de Jésus et les méditait. Le 13 octobre 2013, le pape François a consacré le monde au Cœur immaculé de Marie en proposant ainsi la foi de Marie comme modèle et guide pour les croyants.
Autour des flammes, se trouvent sept roses qui symbolisent les Sept joies de Marie (ou les Sept allégresses de Marie). Ces dernières sont l'Annonciation, la Nativité, l'Adoration des mages, la Résurrection de Jésus, l'Ascension du Christ au Ciel, l'envoi du Saint Esprit à la Pentecôte et l'Assomption de la Vierge. 
Née chez les franciscains en 1422, cette dévotion s'appuie sur la méditation d'un chapelet des sept joies nommé aussi chapelet séraphique. Mais la fête des Sept joies de Marie est indissociablement liée à celle de Notre-Dame des sept Douleurs qui est célébrée chaque année le 15 septembre. Cette dévotion apparaît au Moyen Âge en Allemagne et s'étend ensuite en Europe, particulièrement au XVe siècle. Cette spiritualité s'accompagne de la méditation d'un chapelet ou rosaire des sept douleurs et de confréries pour les laïques. Au cœur de cette méditation centrée sur les douleurs ressenties par la Vierge au cours de sa vie de mère, il y a les paroles prononcées par le prophète Siméon au Temple de Jérusalem lorsque Marie et Joseph viennent y présenter Jésus nouveau-né. Dans l’évangile de Luc, il est dit que : « Siméon les bénit, et dit à Marie, sa mère : Voici, cet enfant est destiné à amener la chute et le relèvement de plusieurs en Israël, et à devenir un signe qui provoquera la contradiction, et à toi-même une épée te transpercera l'âme, afin que les pensées de beaucoup de cœurs soient dévoilées ». 
Les sept douleurs de la Vierge sont donc : la prophétie de Siméon, la fuite de la Sainte famille en Égypte, la disparition de Jésus lorsque ce dernier, âgé de 12 ans, reste au Temple et que ses parents le cherchent trois jours durant, la rencontre de Marie et de Jésus sur le chemin de Croix qui mène le Christ au Golgotha, Marie présente au pied de la Croix de Jésus et assistant aux souffrances et à la mort de son fils, la descente de la Croix et la mise au tombeau du Christ. À noter qu'une partie de ces sept joies ou sept douleurs de la Vierge se retrouvent dans la méditation catholique du Rosaire.
Pour terminer, au bas de la tapisserie, on trouve un lys, symbole de la pureté de Marie. En effet, pour les catholiques, Marie est immaculée, c'est-à-dire conçue sans tache soit sans péché. Il faut bien comprendre que cela signifie que la Vierge ne porte pas la marque du péché originel, ce qui la prépare à répondre oui à l'archange Gabriel qui vient lui demander, au nom de Dieu, de devenir la mère du Sauveur. Croisé sur le lys, on trouve un sceptre, symbole de la royauté de Marie qui, depuis le Moyen Âge, porte le titre de Reine du Ciel. Mais attention, pour la théologie catholique, la royauté de Marie ne doit jamais se comprendre comme une royauté en soi, mais il faut plutôt la voir comme le reflet de la royauté et de la gloire de son fils, Jésus Christ. Si Marie est reine, c'est parce que Jésus lui ouvre les portes de son royaume et lui permet de régner et de prendre dans ses propres richesses pour les distribuer aux hommes.

## Les émaux

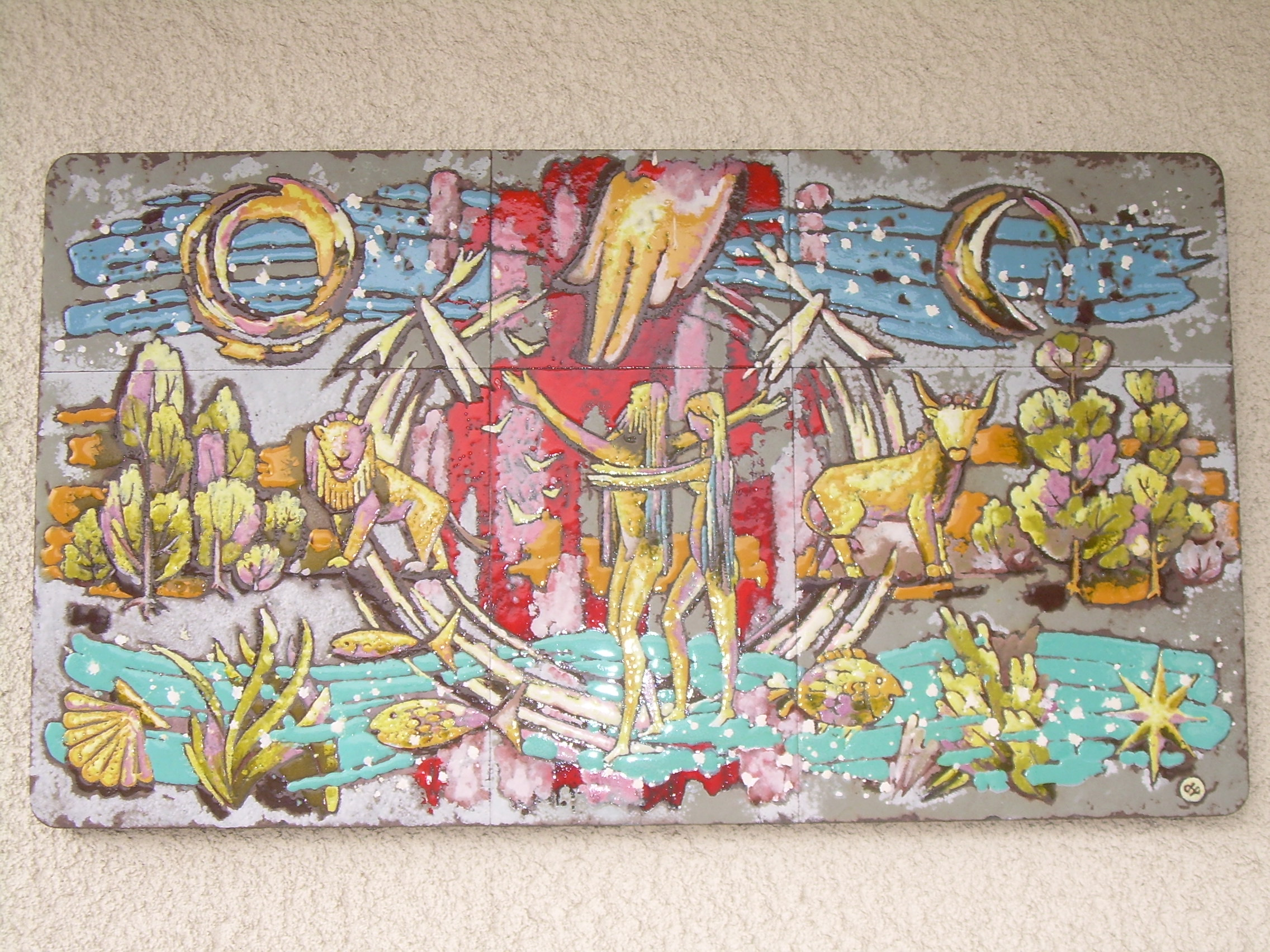
Vitrail de la Création situé sous le porche de l'église, Jean Prahin, 1986

### L'émail de la Création
Devant l'église catholique d'Ollon, sur le mur gauche (côté aval) à côté de l'entrée, se trouve un émail de 160 x 90 cm qui représente la création du monde et des hommes par Dieu. On y voit la main de Dieu, Dieu créateur, et différents éléments présents dans le premier récit de la création soit : les mers et le ciel créés le deuxième jour ; l'eau et la terre ainsi que la végétation le troisième jour ; les luminaires soit le soleil et la lune créés le quatrième jour; les poissons et les oiseaux le cinquième jour ; les bestiaux, bestioles, les bêtes sauvages et les êtres humains le sixième jour.
Dans la plaquette concernant les œuvres de l'église, Adam et Ève sont représentés au centre de ce monde nouveau, mais Adam est habillé. En fait, quelqu'un a pudiquement mis des vêtements à Adam en pensant que sa nudité était trop choquante. Pourtant, pour la théologie chrétienne, cette absence de nudité pose un problème car, le fait que le premier couple d'hommes soit vêtu, signifierait qu'Adam et sa femme avaient déjà mangé le fruit défendu du jardin d'Eden. En effet, avant cet événement, Adam et Ève n'avaient pas conscience de leur nudité. Se cachant de leur nudité devant leur Créateur, c'est finalement Dieu qui les couvre en leur confectionnant et les habillant d'habits en peaux de bête.

### Le Chemin de Croix

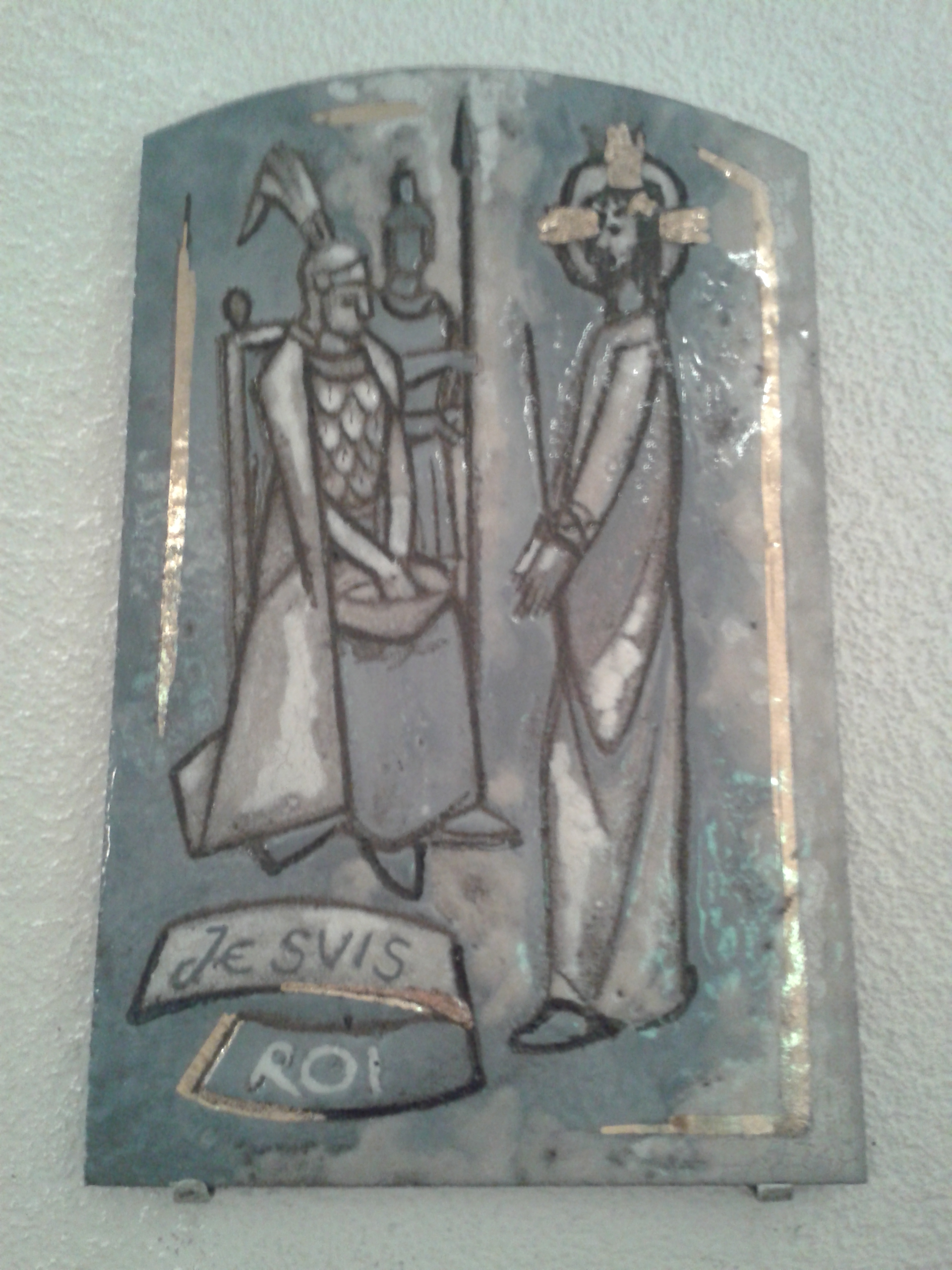
Église Saint-Victor, chemin de croix, station 1 : Jésus devant Ponce Pilate (côté aval). Artiste : Jean Prahin.

Dans l'église catholique d'Ollon, à droite et à gauche, quatorze petits émaux bleu gris sont accrochés aux murs, sept de chaque côté. Ce sont les quatorze stations traditionnelles du Chemin de croix ou Via Crucis. Ce dernier présente les événements de la Passion qui sont survenus, de la condamnation de Jésus à la mort par crucifixion, jusqu'à sa mise au tombeau. Ces images sont des outils qui permettent la méditation de la Passion de Jésus et qui sont le plus souvent médités par les catholiques durant la Semaine sainte, particulièrement le Vendredi saint. Des chemins de croix sont aussi priés en semaine, les vendredis.
La plaquette concernant l'église Saint-Victor comprend  cette méditation du  chanoine Léon Dupont-Lachenal sur le Chemin de croix : « Chemin de la croix, chemin de vie : Le chemin de la croix se termine au tombeau, aujourd'hui, tombeau vide, cela veut dire que ce chemin conduit à la résurrection pascale. Faire un chemin de croix, c'est accorder notre temps pour  méditer la Passion de Jésus. Ces quatorze stations orientent le cœur et l'esprit vers la personne de Jésus qui, pour nous sauver, souffre et meurt. C'est dire un merci éperdu à Jésus qui nous sauve du péché. On ne termine pas le chemin de croix par un Amen, mais par un Alleluia. Marie, la mère de Jésus, nous accompagne. Elle nous apprend le courage, la générosité et l'amour et à dire ce cri du cœur : Alleluia ! ».

## Le crucifix du chœur et la Vierge à l'Enfant

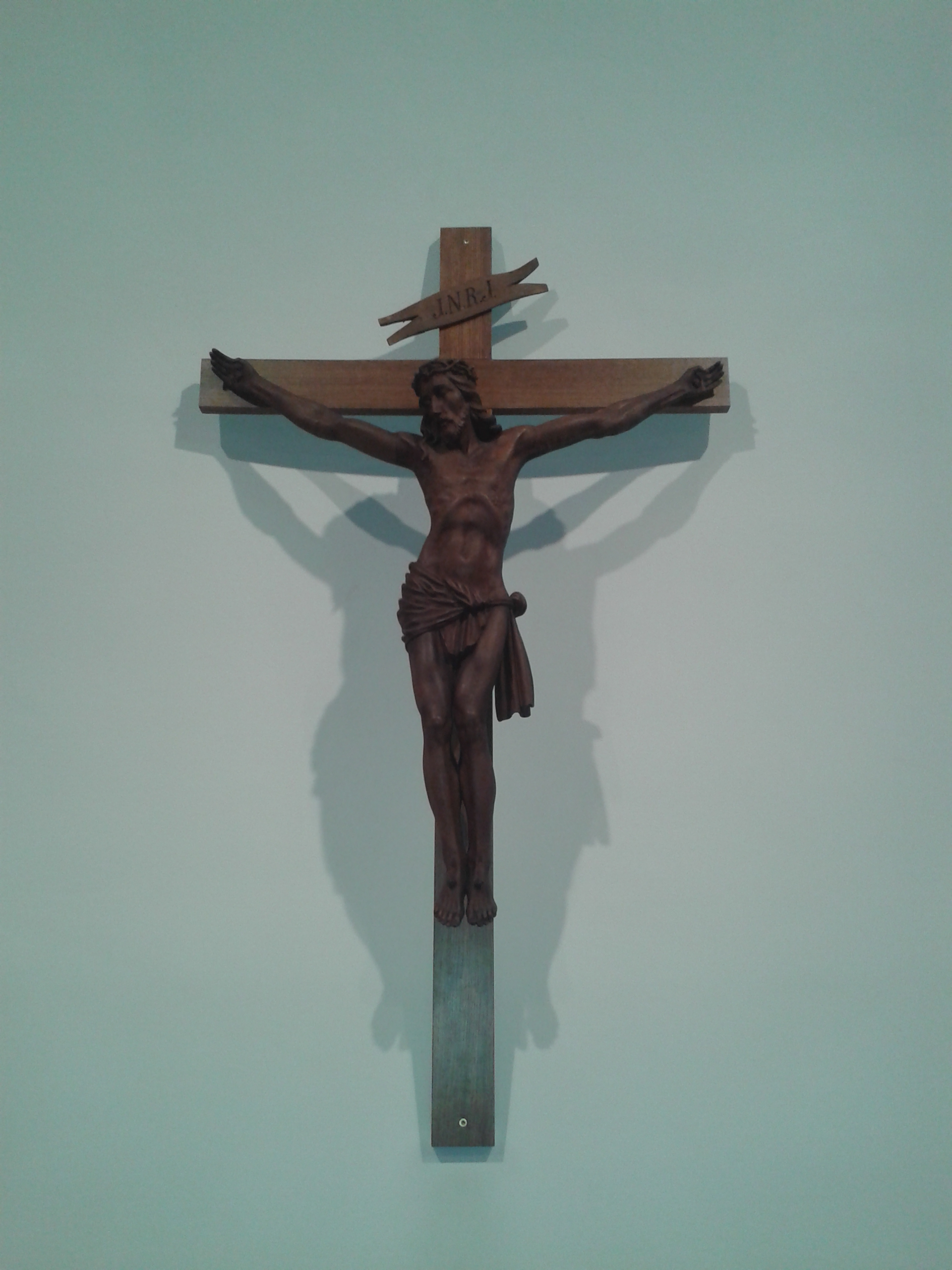
Église Saint-Victor, crucifix du chœur.

Le crucifix du chœur, tout comme la statue de la Vierge à l'Enfant sont les derniers témoins de la décoration première du chœur et de l'église. En effet, avant la restauration de l'année 2000 et la mise en place du nouveau mobilier liturgique d'André Raboud en lieu et place du mobilier liturgique, de l'autel et du maître-autel en bois comprenant un tabernacle que surplombait le grand crucifix en bois qui se trouve toujours dans le chœur. Ce maître-autel a été supprimé mais le crucifix maintenu. Il est maintenant accroché sur le mur blanc au milieu du chœur. 
Le chœur comprenait aussi un autel en bois dont la face côté nef comprenait un relief sculpté montrant Jésus chutant en portant sa croix lors de sa montée  jusqu'au Golgotha qui est le lieu de sa crucifixion. La Vierge à l'Enfant, quant à elle, a connu plusieurs places dans l'église. Elle se trouve actuellement près du chœur, côté aval de l'édifice, sous la tapisserie christologique. Le chœur de l'église possédait aussi une petite chaire en pierre. Cette dernière a disparu lors de la restauration de l'édifice.

### Le crucifix du chœur
Dans le chœur de l'église, un crucifix en bois est accroché au mur. Il s'agit d'un Christ souffrant qui porte une couronne d'épines et une sorte de linge ou de pagne qui, dans l'église catholique, cache la nudité de Jésus sur les représentations de crucifixion. En effet, le Nouveau Testament précise que les soldats se sont partagé les habits du Christ, dont sa tunique. Jésus ne devait donc plus porter de vêtements au moment d'être crucifié. De plus, l'archéologie et les textes de l'Antiquité semblent attester que les crucifiés étaient généralement mis au supplice nus. C'est pourquoi, dès le XIe siècle, un consensus se dégage pour représenter Jésus pudiquement habillé d'une sorte de linge, le perizomium.
Sur le haut du bois central de la Croix, comme mentionné dans l’évangile de Saint Jean, un panneau est cloué portant les initiales : JNRJ. Il faut d'abord préciser que la lettre j n'ayant été introduite que tardivement dans l'alphabet latin, le texte à l'époque de Jésus était : INRI. Ces lettres sont un christogramme, c'est-à-dire une abréviation du nom de Jésus au même titre que le chrisme ou le poisson. Ici, ces quatre lettres sont l'abréviation du texte latin suivant, à savoir : Iesus Nazarenus Rex Iudaeorum, dont la traduction française est : Jésus le Nazaréen roi des juifs.

### La Vierge à l'Enfant

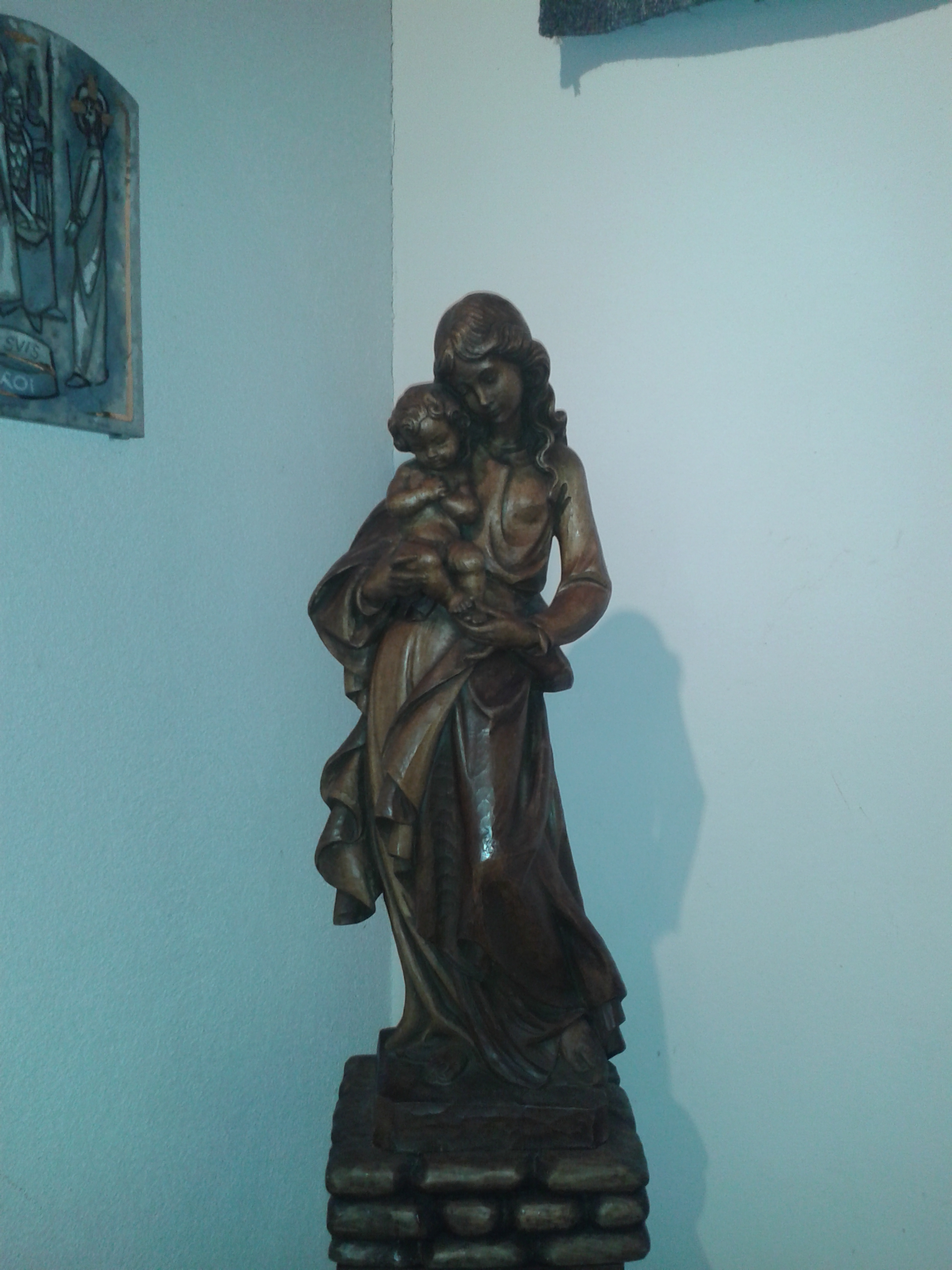
Église Saint-Victor, Vierge à l'Enfant.

Posée sur un support en bois, près du chœur, côté aval de l'édifice, sous la tapisserie christologique, il y a une très simple Vierge à l'Enfant en bois devant laquelle un petit meuble en fer forgé permet aux fidèles de faire brûler des petits cierges, c'est-à-dire, pour les catholiques, des prières qui montent vers Dieu par l'intercession de Marie. Sur le socle de la statue, dans son dos, elle porte l'inscription suivante qui est la signature du sculpteur : « Businelliø. 85 ».

## Entrée de l'église

### Les portes de l'église
Sur les portes d'entrée en verre, il y a deux vitrages de couleur portant les lettres grecques A et Ω. Il s'agit de deux lettres majuscules grecques, soit la première et la dernière lettre de l'alphabet : A et Ω (alpha et oméga). Mises ensemble et pour les chrétiens, elles disent que le Christ Jésus est le début et la fin de toute chose. Il est donc le début et la fin du temps humain. Pour les croyants chrétiens, dire du Fils de Dieu qu'il est l'Alpha et l'Oméga, c'est donc dire qu'il est éternel et qu'il est Dieu. Ce symbole est aussi souvent placé sur les cierges pascals. Notons encore que, pour lire ces deux lettres grecques dans le sens logique de cet alphabet, il faut sortir de l'édifice, comme pour souligner auprès des fidèles que le Seigneur se trouve en plénitude aussi hors de l'édifice. 

### Le bénitier

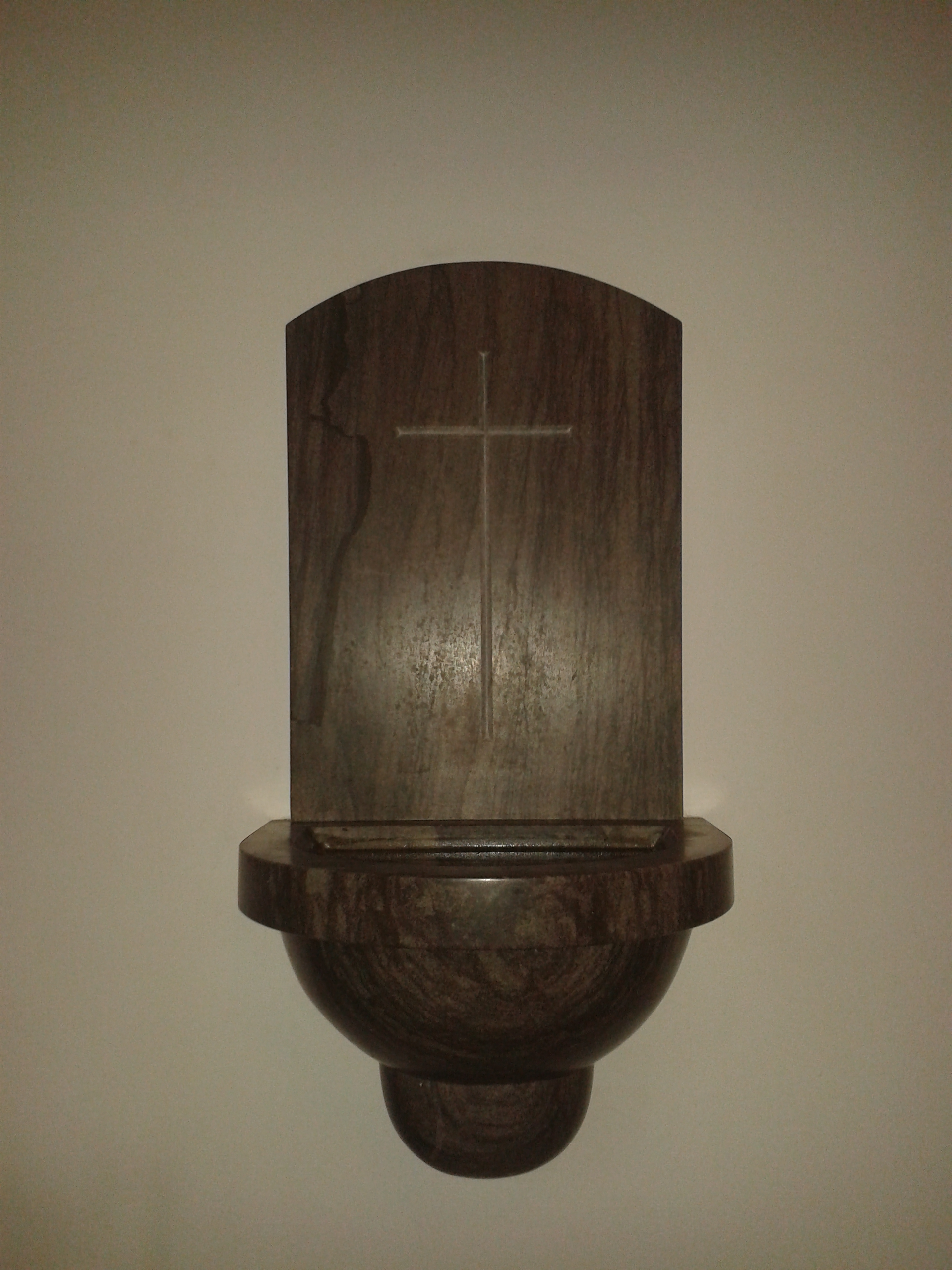
Église Saint-Victor, bénitier situé dans l'entrée de l'édifice (côté amont).

À l'entrée de l'église, sur le côté amont de l'édifice (donc sur la droite en entrant) se trouve un petit bénitier semi-circulaire en pierre noire. Il est surmonté d'une plaque de la même couleur sur laquelle une grande croix est gravée. Il est intégré au mur et se trouve à proximité de l'entrée mais aussi de l'escalier qui mène à la galerie de l'édifice sur lequel se trouve l'orgue et une petite salle paroissiale. Cette localisation permet facilement aux fidèles de faire en entrant dans leur église, un signe de croix avec l'eau bénite qui est contenu dans le bénitier.

## Mobilier liturgique du chœur
En 2000, à la demande de la paroisse catholique d'Ollon, André Raboud réalise un ambon, un tabernacle et un autel en pierre de couleur beige, cet autel sera consacré par Mgr Norbert Brunner en 2003.

### Les sièges et la petite table en bois
En 2007, la paroisse catholique d'Ollon fait réaliser par le Centre d'Orientation et de Formation Professionnelles (COFOP) de Lausanne, le mobilier liturgique en bois, soit : une petite table, un siège pour le célébrant et deux petits tabourets pour les servants de messe. De l'ancien mobilier de l'église Saint-Victor, il ne subsiste que l'ancien siège en bois du célébrant et trois prie-Dieu. Ils sont conservés dans les combles.

### Généralités concernant le Canton de Vaud et son histoire
- G. Andrey, La Suisse romande, une histoire à nulle autre pareille, Éditions du Bellvédère, 2012, 432 p.
- O. Meuwly (sous la direction de), Les Constitutions vaudoises (1803-2003), Lausanne, 2003, 438 p. (Bibliothèque historique vaudoise no 123).

### Généralités concernant Ollon
- P. Anex, D. Ruchet, Ollon-Villars, Aigle : Éditions Amiguet & Martin SA, 1987, 43 p.
- A. Baud [et all.], Ollon-Villars, Renens, Association de l'Académie du Chablais, 2007, 399 p.
- J. Lamon, Ollon-Villars. Notice historique de Maillard. Contes et légendes de Cérésole. Superstition au XVIIIe siècle, Sierre, éd. à la carte, 2000.

### Église Saint-Victor
- Jean Prahin, Chapelle Saint Victor, Ollon, Imprimerie de la Plaine de Rhône S.A., Aigle, [1896], 14 p.

### Protestantisme et église réformée anciennement Saint-Victor
- R. Aeberhard, L'église d'Ollon et ses vitraux, s.l. [Ollon], 1986, 23 p.
- M. W. Bruening, Le Premier Champ de bataille du clavinisme, Lausanne, éditions Antipodes, 2011, 309 p.
- F. M. Burgy, Iconoclasme et Réforme chez les chroniqueurs de Genève et du Pays de Vaud, in : "Nos Monuments d'art et d'histoire", 35/2(1984)323-330.
- R. Centlivres, Histoire de l'Église réformée vaudoise sous le régime helvétique 1798-1803, Lausanne, 1975, 149 p. (Bibliothèque historique vaudoise no 55).
- R. Centlivres et J.-J. Fleury, De l'Église d'État à l'Église nationale 1839-1863, Lausanne, 1963, 231 p. (Bibliothèque historique vaudoise no 35).
- M. Fontannaz, Les cures vaudoises, Lausanne, 1978, 455 p. (Bibliothèque historique vaudoise no 84).
- M. Grandjean, Les temples vaudois, Lausanne, 1988, 667 p. (Bibliothèque historique vaudoise no 89).
- E. Maillefer, O. Ansermet, J. Cosendai, L'église d'Ollon, [S.l.] : [s.n.], [ca 1960], 19 p.
- H. Vuilleumier, Histoire de l'Église réformée du canton de Vaud sous le régime bernois, Lausanne, 1927-1933, 4 volumes.

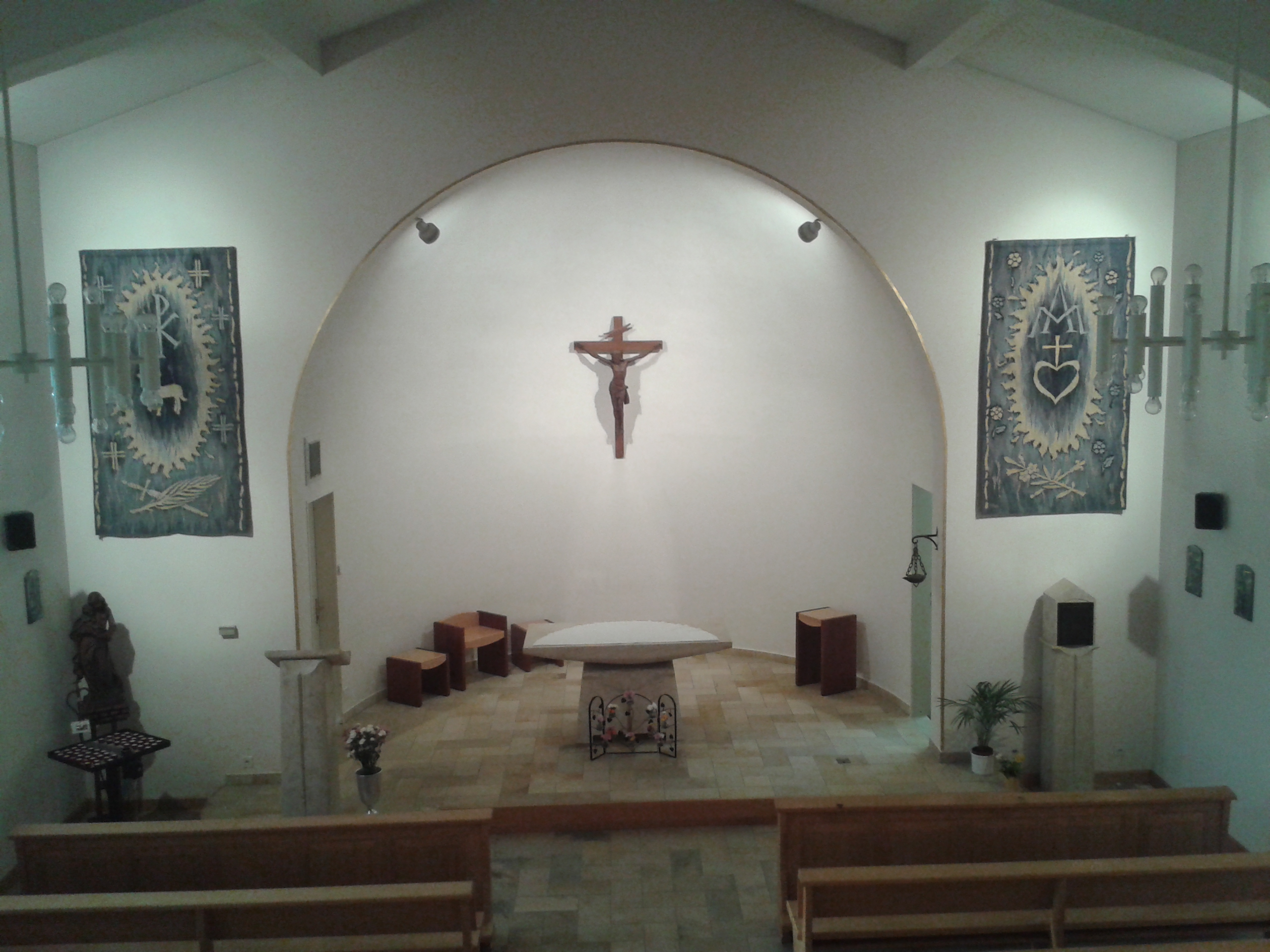
Église Saint-Victor, chœur (photographie prise depuis la galerie de l'orgue).

## Sources archivistiques
Pour ce qui est de la commune d'Ollon et ses édifices religieux, les sources archivistiques sont complexes car variées. Cet éclatement des sources est dû à l'histoire de la région qui fut romaine, burgonde vers 515 (La Burgondie passe aux mains de Charlemagne en 771 puis Bourgogne transjurane), savoyarde (maison et duché de Savoie dès 1034), bernoise (1475) puis française (canton du Léman lié à la République helvétique dès 1798 et sous l'Acte de Médiation dès 1803) et enfin pleinement vaudoise et suisse (1814-1815). Elle fut aussi catholique (du diocèse de Sion et liée à l'abbaye territoriale de Saint-Maurice) puis réformée (1528).

### Archives générales
- Archives cantonales vaudoises (ACV) ;
- Archives communales d'Ollon (AC) ;
- Archives cantonales valaisannes ;
- Archives du duché de Savoie puis du royaume de Piémont-Sardaigne (Archives savoyardes de Turin, en italien : Archivio di Stato di Torino ainsi que les Archives départementales de Savoie à Chambery) ;

### Archives religieuses
- Archives religieuses catholiques : à la cure catholique d'Aigle ainsi qu'à l'intérieur de l'église Saint-Victor;
- Archives religieuses privées locales : paroisse protestante (à la paroisse à Ollon) ;
- Archives du diocèse de Sion;
- Archives du Chapitre de Sion;
- Archives de l'Abbaye de Saint-Maurice (ou d'autres ordres religieux, les capucins en particulier qui s'installent à Saint-Maurice et à Sion dans la première moitié du XVIIe siècle);
- Archives bernoises (pour certains documents religieux de la période bernoise comme ceux du Consistoire suprême).